# Willem van der Haegen

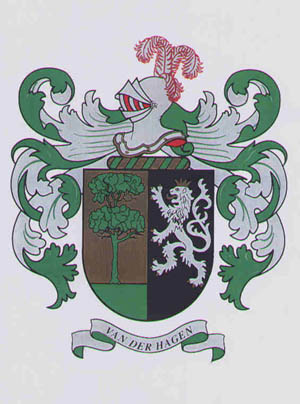
Escudo de los descendientes de Willem, la familia da Silveira.

Willem van der Haegen o Willem De Kersemakere (en español: Guillermo da Silvera o Guillermo Casmaca), conocido en Portugal como Guilherme da Silveira y Guilherme Casmaca, fue un comerciante de Flandes de finales del siglo XV.
Wilhelm van der Haegen fue en 1470 el primer colono de la isla azoriana de Flores, aunque la isla se despobló a los pocos años a causa de su separación de las rutas comerciales con Europa. A continuación se asentó en la isla de San Jorge, donde en 1480 fundó el primer asentamiento permanente en la isla, Topo.
El apellido Haegen en flamenco significa bosque de ahí que se pasara al portugués Silveira. Otra variación derivada de su nombre fue Guilherme Vanderaga.